# Hemidactylus bowringii
Hemidactylus bowringii este o specie de șopârle din genul Hemidactylus, familia Gekkonidae, descrisă de Gray 1845. Conform Catalogue of Life specia Hemidactylus bowringii nu are subspecii cunoscute.

## Galerie

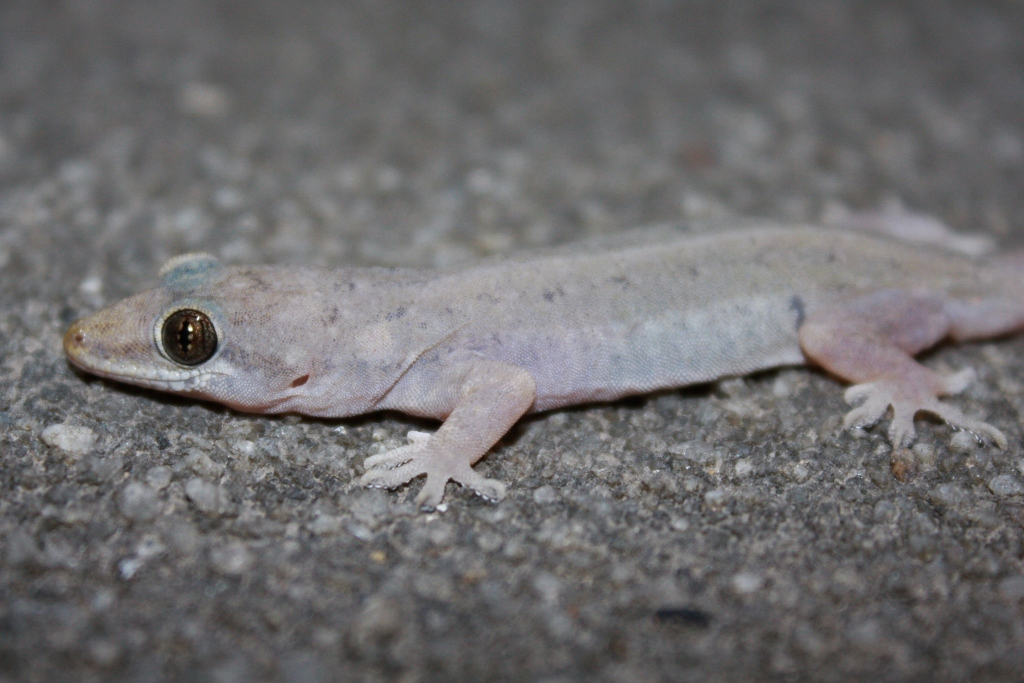
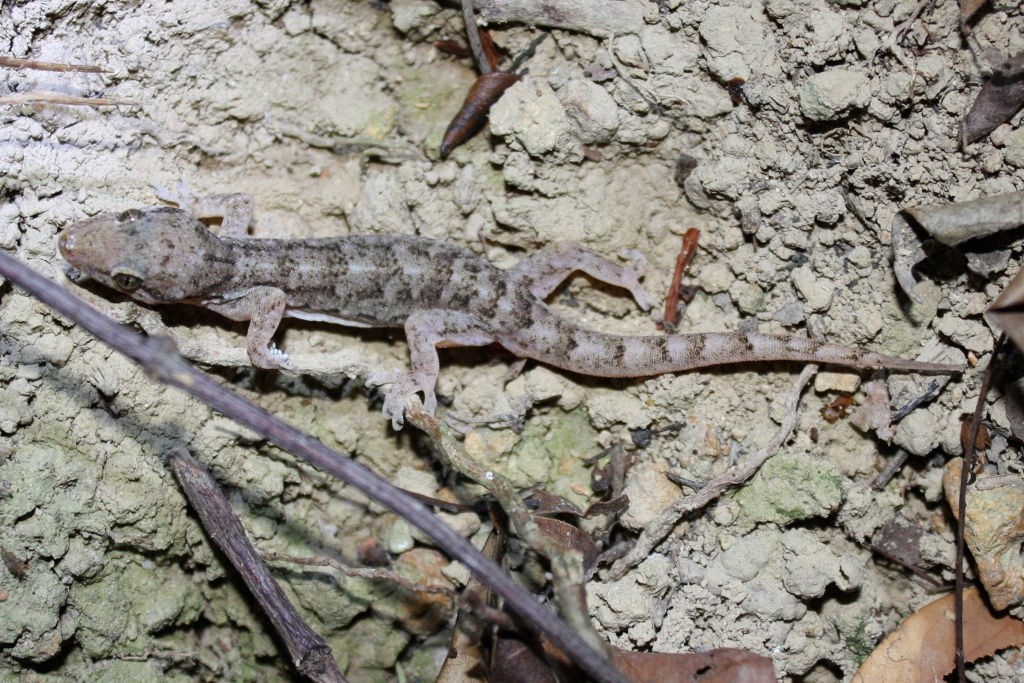
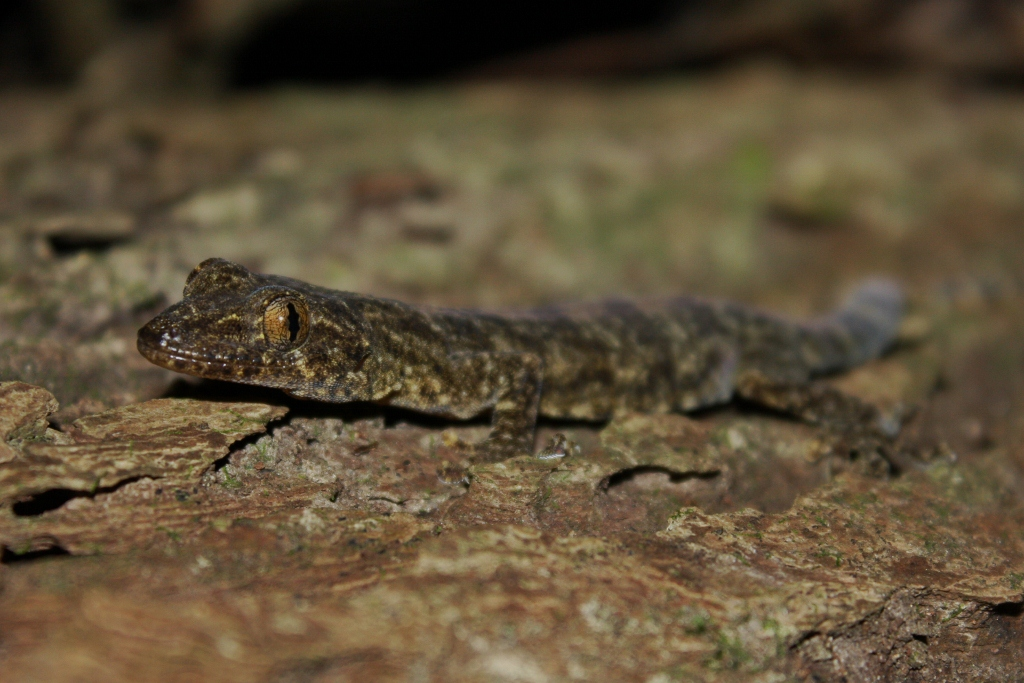
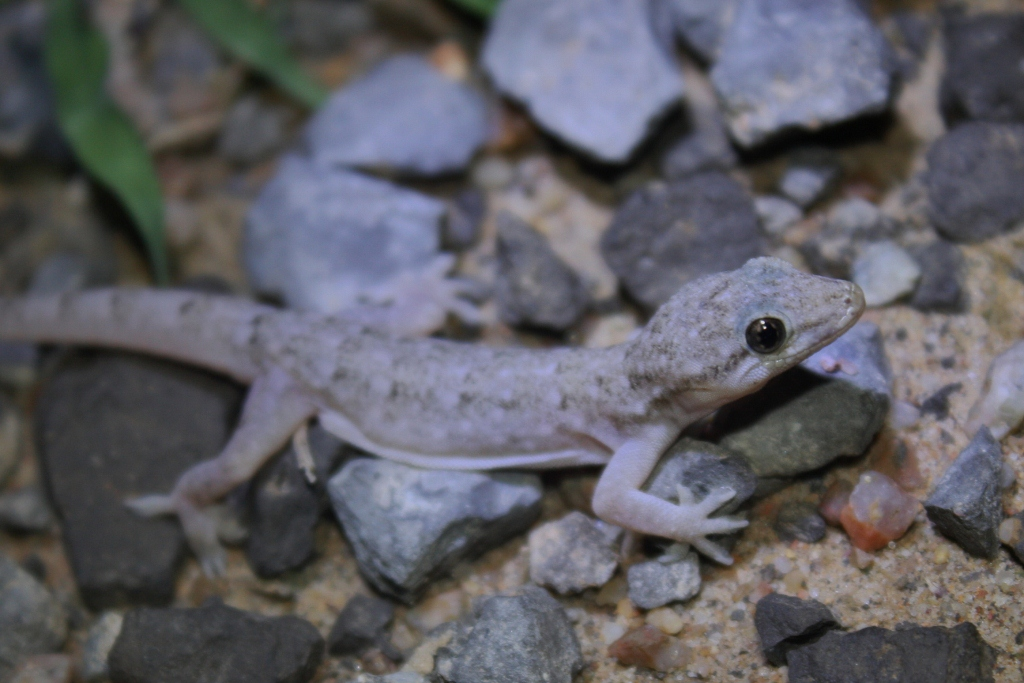
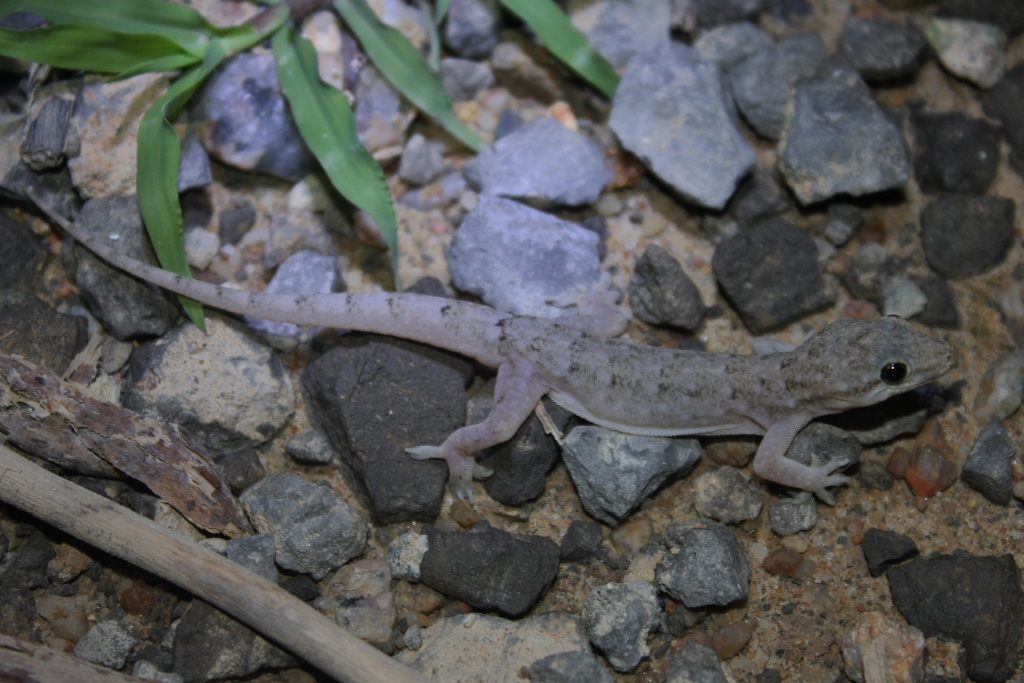
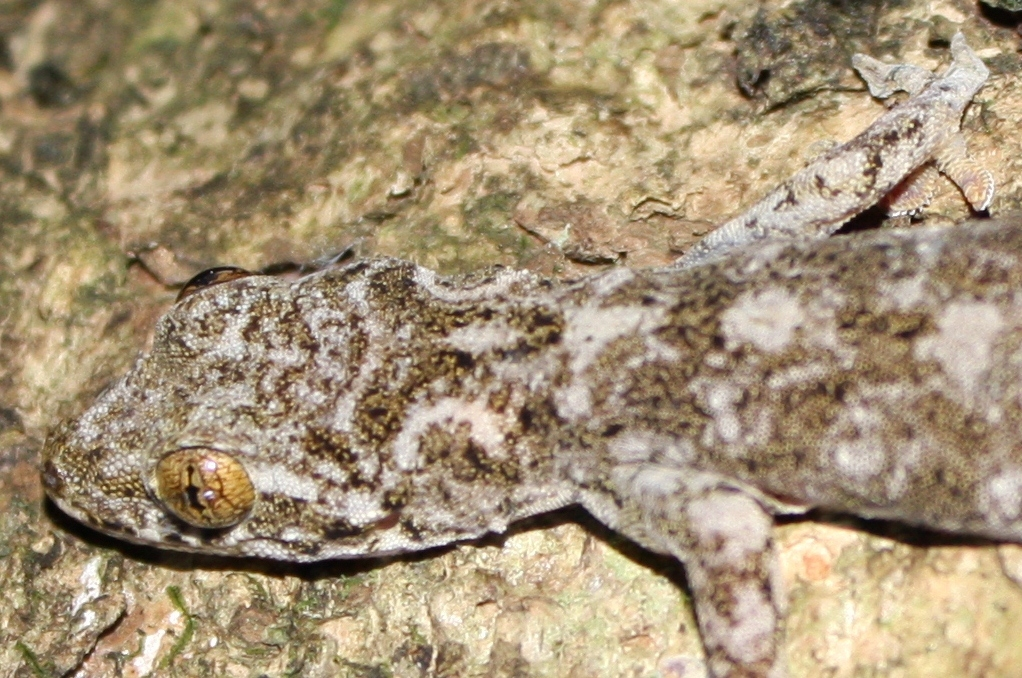